# Campeonato Europeu de Beisebol de 1989
O Campeonato Europeu de Beisebol de 1989 foi a 21º edição do principal torneio entre seleções nacionais de beisebol da Europa. A campeã foi a Seleção Italiana de Beisebol, que conquistou seu 6º título na história da competição. O torneio foi sediado na França.